# Falottaïta
La falottaïta és un mineral de la classe dels minerals orgànics. Rep el nom de la mina Falotta, a Suïssa, la seva localitat tipus.

## Característiques
La falottaïta és un oxalat de fórmula química MnC₂O₄·3H₂O. Va ser aprovada com a espècie vàlida per l'Associació Mineralògica Internacional l'any 2013, sent publicada per primera vegada el 2016. Cristal·litza en el sistema ortoròmbic. La seva duresa a l'escala de Mohs és 2,5. Es deshidrata lentament (durant diversos mesos) en condicions ambientals formant lindbergita dihidratada. Els cristalls transparents i incolors originals es tornen blancs i opacs durant el procés de deshidratació.
L'exemplar que va servir per a determinar l'espècie, el que es coneix com a material tipus, es troba depositada a les col·leccions del Museu d'Història Natural de Basilea, a Suïssa, amb el número d'espècimen: s69.

## Formació i jaciments
Va ser descoberta a Suïssa, concretament a la mina Falotta, situada a Surses, dins la regió d'Albula (Grisons). També ha estat descrita al districte de Kahlenberg, dins el districte de Goslar (Baixa Saxònia, Alemanya). Aquests dos indrets són els únics de tot el planeta on ha estat descrita aquesta espècie mineral.